# Igreja de Nossa Senhora das Dores (Praia do Norte)

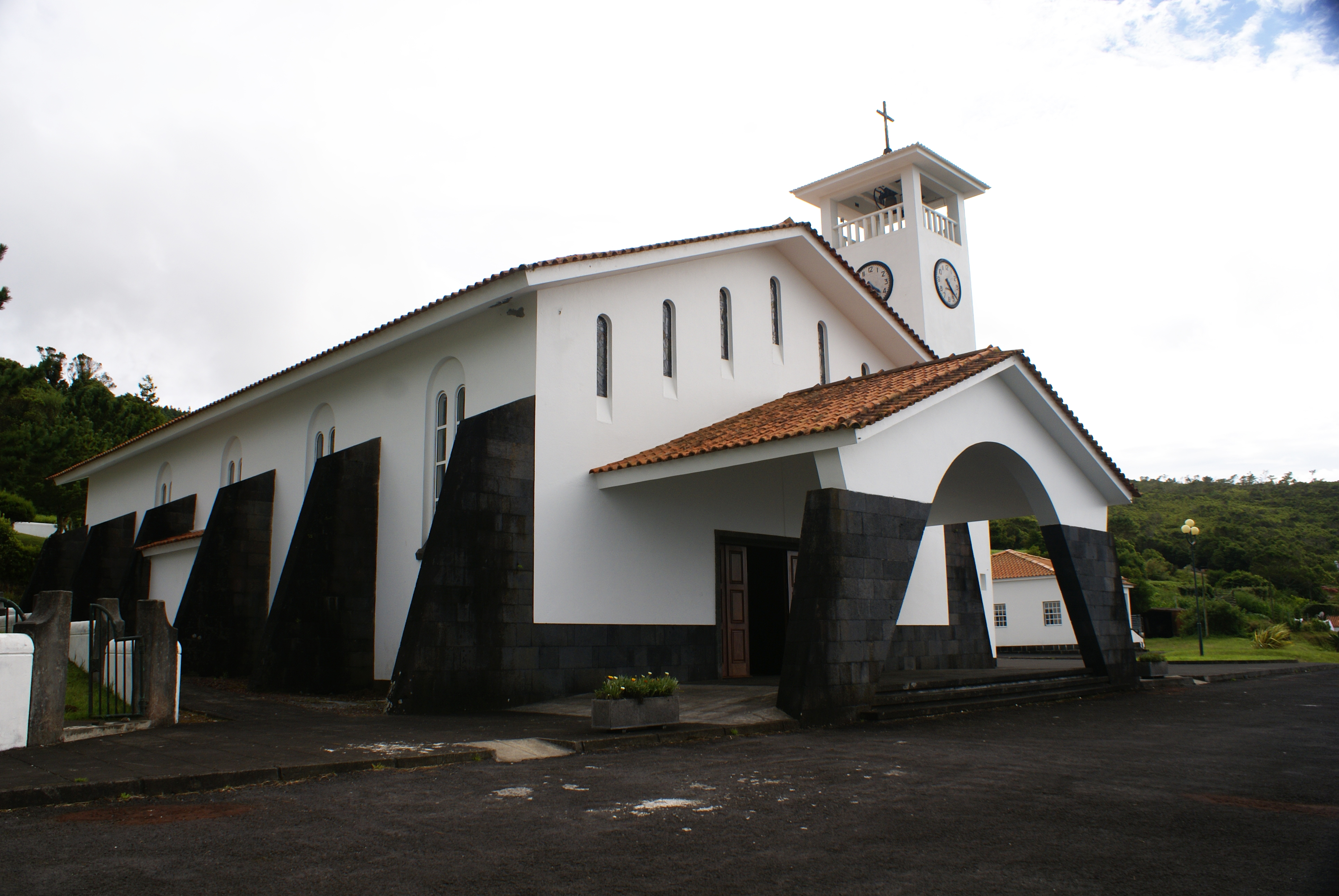
Igreja de Nossa Senhora das Dores, fachada.

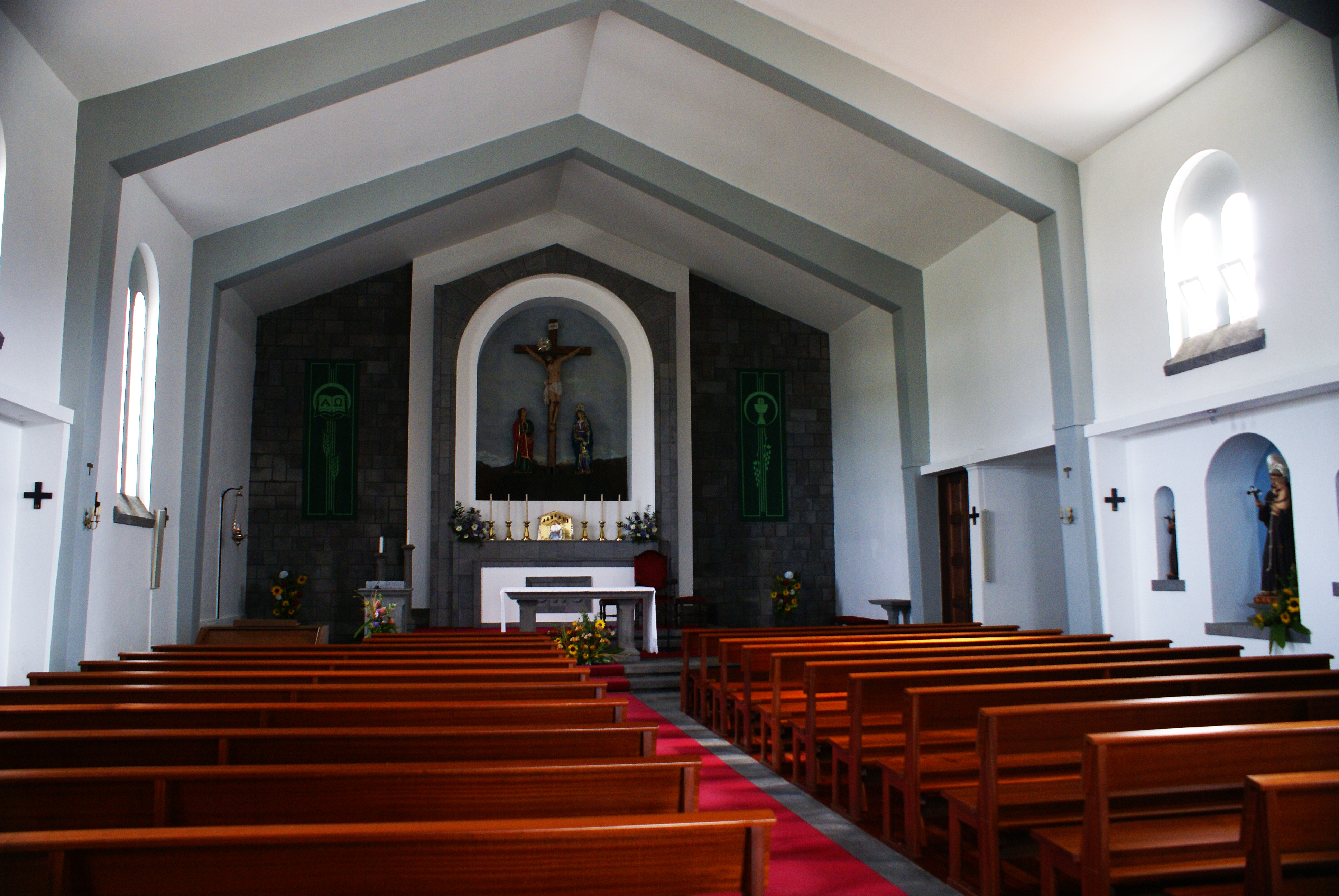
Igreja de Nossa Senhora das Dores, nave central.

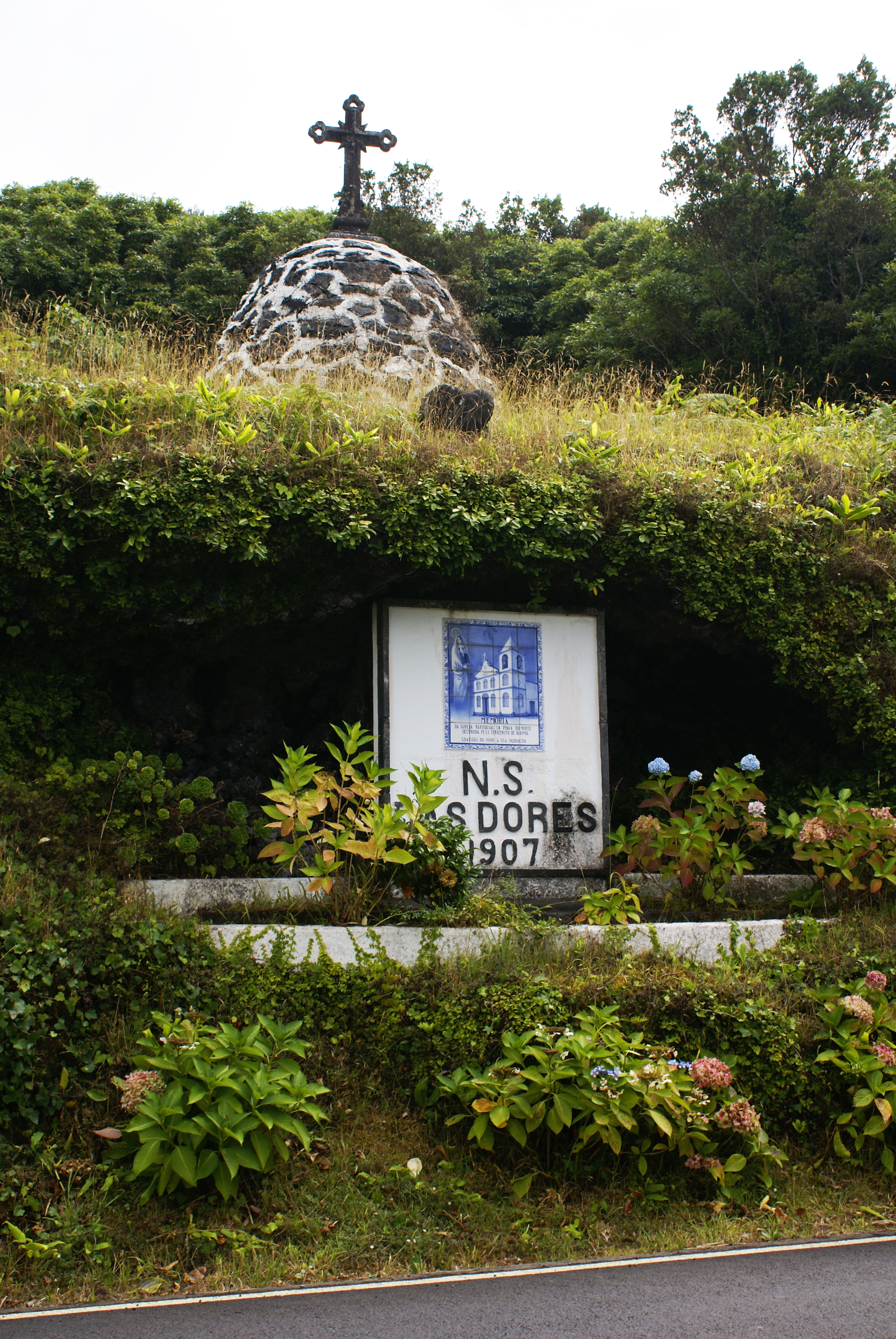
Igreja de Nossa Senhora das Dores, memorial ao antigo templo destruído pela erupção de 1672.

A Igreja de Nossa Senhora das Dores é um templo religioso cristão português localizado freguesia da Praia do Norte, no concelho da Horta, na ilha do Faial, no arquipélago dos Açores.
Este templo dedicado à evocação de Nossa Senhora das Dores apresenta-se como um edifício de traço modernista com linhas rectas e amplas. A sua construção, iniciada em 1960, terminou um ano depois em 1961. Foi construído por necessidade da população poder aceder ao culto uma vez que o templo existente nesta localidade havia sido destruído em 1958 em consequência da crise sismovulcânica do Vulcão dos Capelinhos que teve o seu inicio em 24 de Outubro desse mesmo ano.
O acesso a este templo é feito por uma ampla escadaria de 22 degraus, executado em pedra basáltica de cor negra, endógena das ilhas.
Este templo tem uma só torre sineira, separada do corpo principal da igreja e onde, no topo, foi instalado um mirante. Tanto a igreja como a torre são encimadas por cruzes.
No interior da igreja, onde não existe capela-mor é de salientar a existência de um Cristo Crucificado de apreciáveis dimensões e os dois altares laterais, um dedicado a Nossa Senhora de Fátima e o outro a Santo António.
Nas imediações deste templo, e a título de memorial existe um pequeno nicho que assinala o local onde existiu a antiga igreja da Praia do Norte e cuja data de construção é desconhecida. Esta igreja, muito antiga, foi destruída pela erupção vulcânica que destruiu a localidade em 1672.
Este nicho cuja construção ocorreu em 1907 está rodeado pela lava que destruiu a igreja, sendo que a cruz que o encima é a original dessa primitiva igreja.
Em 1797, a igreja destruída pela erupção de 1672 foi substituída por uma capela de pequenas dimensões, também esta arrasada, desta feita por força erupção que deu origem ao Vulcão dos Capelinhos e que teve inicio em 24 de Outubro de 1958.